# Ola Ullsten
Ola Ullsten, właśc. Stig Kjell Olof Ullstén (ur. 23 czerwca 1931 w Teg, zm. 28 maja 2018 w Öja) – szwedzki polityk, działacz Ludowej Partii Liberałów i jej lider w latach 1978–1983, parlamentarzysta i minister, od 1978 do 1979 premier Szwecji.

## Życiorys
Urodził się w miejscowości Teg, włączonej później do Umeå. Kształcił się w zawodzie pracownika społecznego, który wykonywał. Zaangażował się w działalność polityczną w ramach Ludowej Partii Liberałów. Był pracownikiem frakcji poselskiej swojej partii (1957–1961) i urzędnikiem w departamencie kultury władz Sztokholmu (1962). W latach 1962–1964 publikował w dzienniku „Dagens Nyheter”. W tym samym okresie przewodniczył organizacji młodzieżowej liberałów. W latach 1965–1984 był posłem do Riksdagu.
Stał się jednym z liderów szwedzkiej centroprawicy, która w 1976 przejęła władzę po wieloletnich rządach socjaldemokratów i sprawowała ją do 1982. Pełnił w tym okresie szereg funkcji rządowych, w międzyczasie w 1978 stanął na czele liberałów. W latach 1976–1978 był ministrem bez teki odpowiedzialnym za pomoc rozwojową, a od 1977 również za imigrację. W 1978 wykonywał obowiązki wicepremiera. Gdy koalicja rządowa rozpadła się na tle sporów dotyczących energetyki jądrowej (Ola Ullsten sytuował się jako jej zwolennik), w październiku 1978 został premierem rządu mniejszościowego, którym kierował do października 1979. Następnie do 1982 pełnił funkcję ministra spraw zagranicznych, od 1980 jednocześnie ponownie był wicepremierem.
W 1983 oddał przywództwo w partii, zastąpił go wówczas Bengt Westerberg. Przeszedł do pracy w dyplomacji, zajmując stanowiska ambasadora Szwecji w Kanadzie (1984–1989) i we Włoszech (1989–1996).